# ماونتین پس (کالیفرنیا)
ماونتین پس (به انگلیسی: Mountain Pass) یک منطقهٔ مسکونی در ایالات متحده آمریکا است که در شهرستان سن برناردینو، کالیفرنیا واقع شده‌است. ماونتین پس ۱٬۴۴۱٫۱۱ متر بالاتر از سطح دریا واقع شده‌است.